# Masicera pumila
Masicera pumila là một loài ruồi trong họ Tachinidae.